# 莱因德数学纸草书

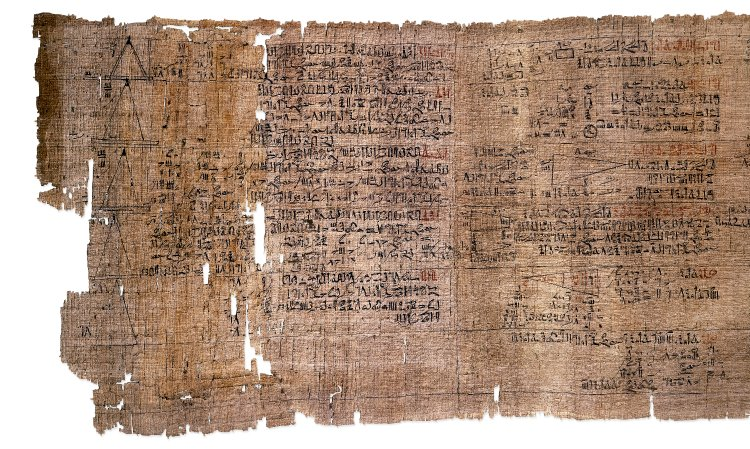
莱因德数学纸草书

莱因德数学纸草书（又譯作林德數學手卷；Rhind Mathematical Papyrus），也称阿姆士（Ahmose）纸草书，或者大英博物馆10057和10058号纸草书，是古埃及第二中间期时代（约前1650年）由僧侣阿姆士在纸草上抄写的一部数学著作，与莫斯科纸草书齐名，是最具代表性的古埃及数学原始文献之一。
这部纸草书总长525厘米，高33厘米，最初应该非法盗掘于底比斯的拉美西斯神庙附近。1858年为苏格兰收藏家莱因德购得，现藏大英博物馆。另有少量缺失部分1922年在纽约私人收藏中发现，现藏美国纽约布鲁克林博物馆。
根据阿姆士在前言中的叙述，内容抄自法老阿蒙涅姆赫特三世时期（前1860年—前1814年）的另一部更早的著作。纸草书的内容分两部分，前面是一个分数表，后面是84个数学问题和一段无法理解的话（也称为问题85）。问题涉及素数、合数和完全数，算术，几何，调和平均数以及简单筛法等概念，其中还有对π的简单计算，所得值为3.1605。